# Saint-Pierre-Avez
Saint-Pierre-Avez település Franciaországban, Hautes-Alpes megyében. Lakosainak száma 33 fő (2022. január 1.). Saint-Pierre-Avez Barret-sur-Méouge, Éourres és Val-Buëch-Méouge községekkel határos.

## Népesség
A település népessége az elmúlt években az alábbi módon változott:
| Lakosok száma | 30   | 14   | 20   | 24   | 31   | 30   | 29   | 30   | 30   | 33   |
|               | 1968 | 1982 | 1990 | 2006 | 2013 | 2015 | 2017 | 2019 | 2020 | 2022 |